# Nagykeresnye
Nagykeresnye (1898-ig Nagy-Krstyene, szlovákul Veľké Kršteňany) község Szlovákiában, a Trencséni kerületben, a Simonyi járásban.

## Fekvése
Simonytól 3 km-re északkeletre fekszik.

## Története
A mai falu területe már az újkőkorban lakott volt.
A mai település 1271-ben "utraque Keressnia" néven szerepel oklevélben. 1310-ben "Keresnen" néven a nyitrai püspökség birtoka volt. 1318-ban "Keresne",  1329-ben "Kerestian", 1352-ben "Kereschenen", 1392-ben "Kerestenen", illetve "Kerestenen" alakban említik a források. Később a nyitrai káptalan, a nagyszombati szeminárium és különböző nemesi családok, köztük az Osztrosich, a Forgách, a Hunyadi és Simonyi családok birtoka. 1536-ban 12 adózó portája volt. 1601-ben 47 háza állt. 1715-ben 21 adózó háztartása létezett. 1828-ban 48 házában 311 lakos élt, akik főként mezőgazdasággal foglalkoztak.
Vályi András szerint "Kis, és Nagy Krsztyene. Két falu Bars Várm. földes Uraik a’ Budai Prépostság, és a’ Nyitrai Káptalanbéli Uraság, lakosaik katolikusok, fekszenek Oszlányhoz nem meszsze, határbéli földgyeik Dávidújfaluéhoz hasonlítók."
Fényes Elek szerint "Kis- és Nagy-Krsztenye, 2 tót falu Bars, most A. Nyitra vmegyében, a Nyitra vize mellett: 650 kath. lak., paroch. templommal, kövér rétekkel. Birják a pesti seminarium, a nyitrai káptalan, s mások többen."
A trianoni békeszerződésig Bars vármegye Oszlányi járásához tartozott.

## Népessége
| Év:            | 1994. | 2004.   | 2014.   | 2024.   |
| -------------- | ----- | ------- | ------- | ------- |
| Emberek száma: | 595   | 621     | 607     | 574     |
| Eltérés:       |       | +4,36 % | -2,25 % | -5,43 % |

| Év:            | 2023. | 2024.   |
| -------------- | ----- | ------- |
| Emberek száma: | 592   | 574     |
| Eltérés:       |       | -3,04 % |

1910-ben 465, túlnyomórészt szlovák lakosa volt.
2001-ben 614 lakosából 596 szlovák volt.
2011-ben 629 lakosából 556 szlovák.

## Külső hivatkozások
- Községinfó
- Nagykeresnye Szlovákia térképén
- E-obce.sk Archiválva 2007. október 15-i dátummal a Wayback Machine-ben